# シシャルディン山
シシャルディン山（英: Mount Shishaldin [ʃɪˈʃældən]）は、ウニマク島に位置する活火山である。アラスカのアリューシャン列島の最高峰である。「地球上で最も円錐に近い形をした氷河に覆われた山」であり、山の輪郭は正円から2000mほどしかずれてないほぼ完璧な円形をしている。山麓の南北は東西に比べやや急勾配である。シシャルディン山は、ウニマク島の東側を東西に並ぶ3つの成層火山のうち最西端に位置する。名前の一部の「Sisquk」はアレウト語で「道に迷ったときに道標となる山」を意味する。山頂約2000mは完全に氷河によって覆われており、その面積はおよそ91 km2である。シシャルディン山の北西には、莫大な溶岩流によって24の寄生火山が形成されている。

## ギャラリー

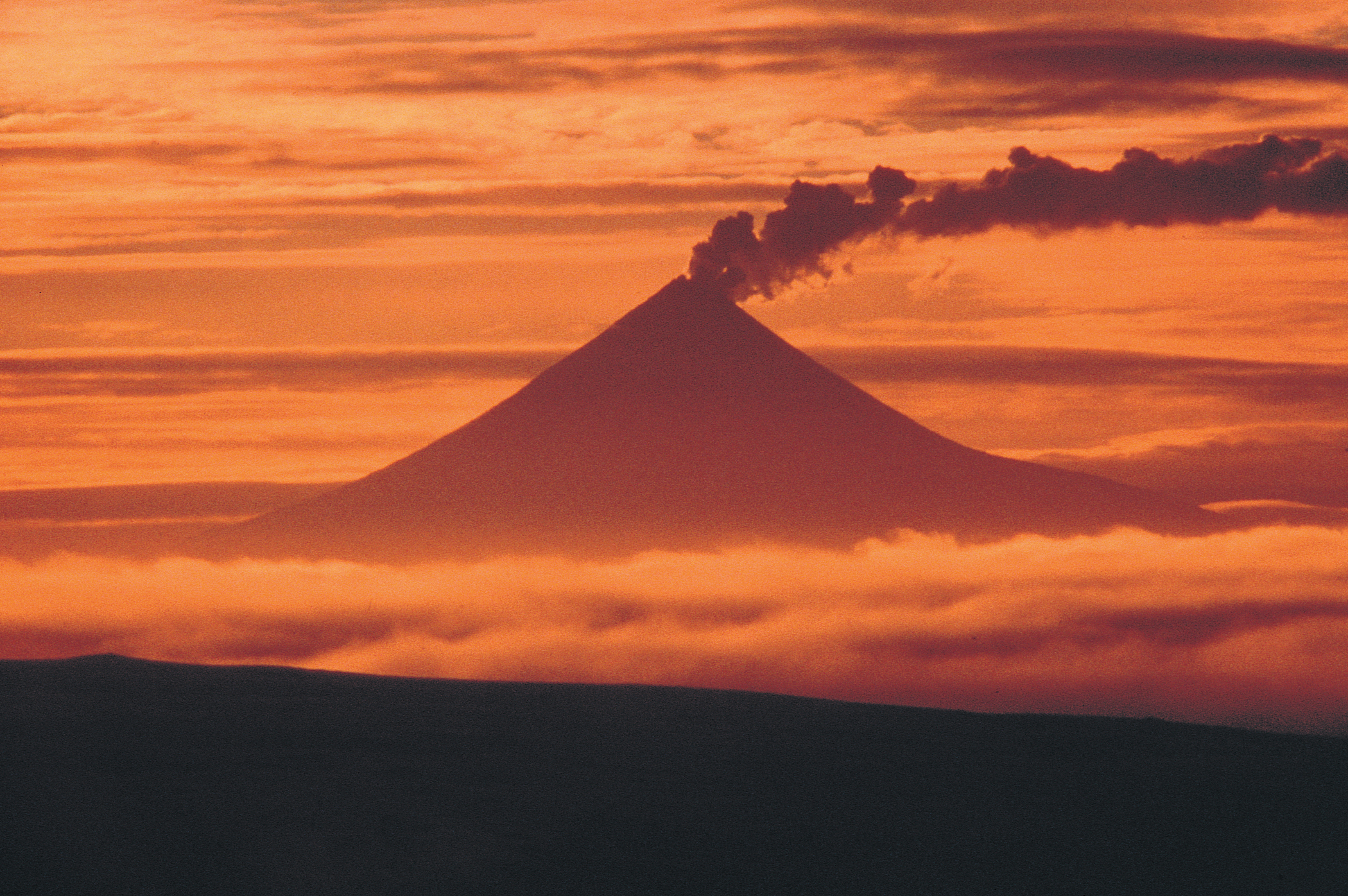
日没とシシャルディン山。2005年撮影
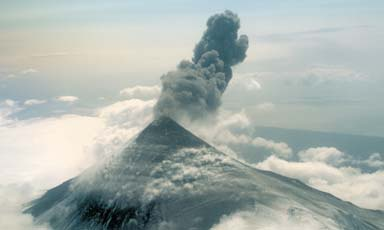
1999年の噴火
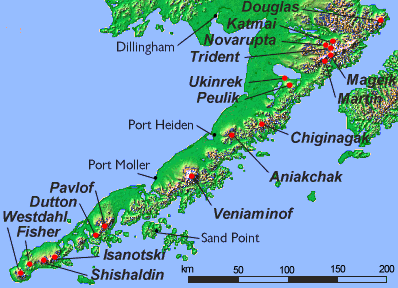
アラスカ半島におけるシシャルディン山の位置
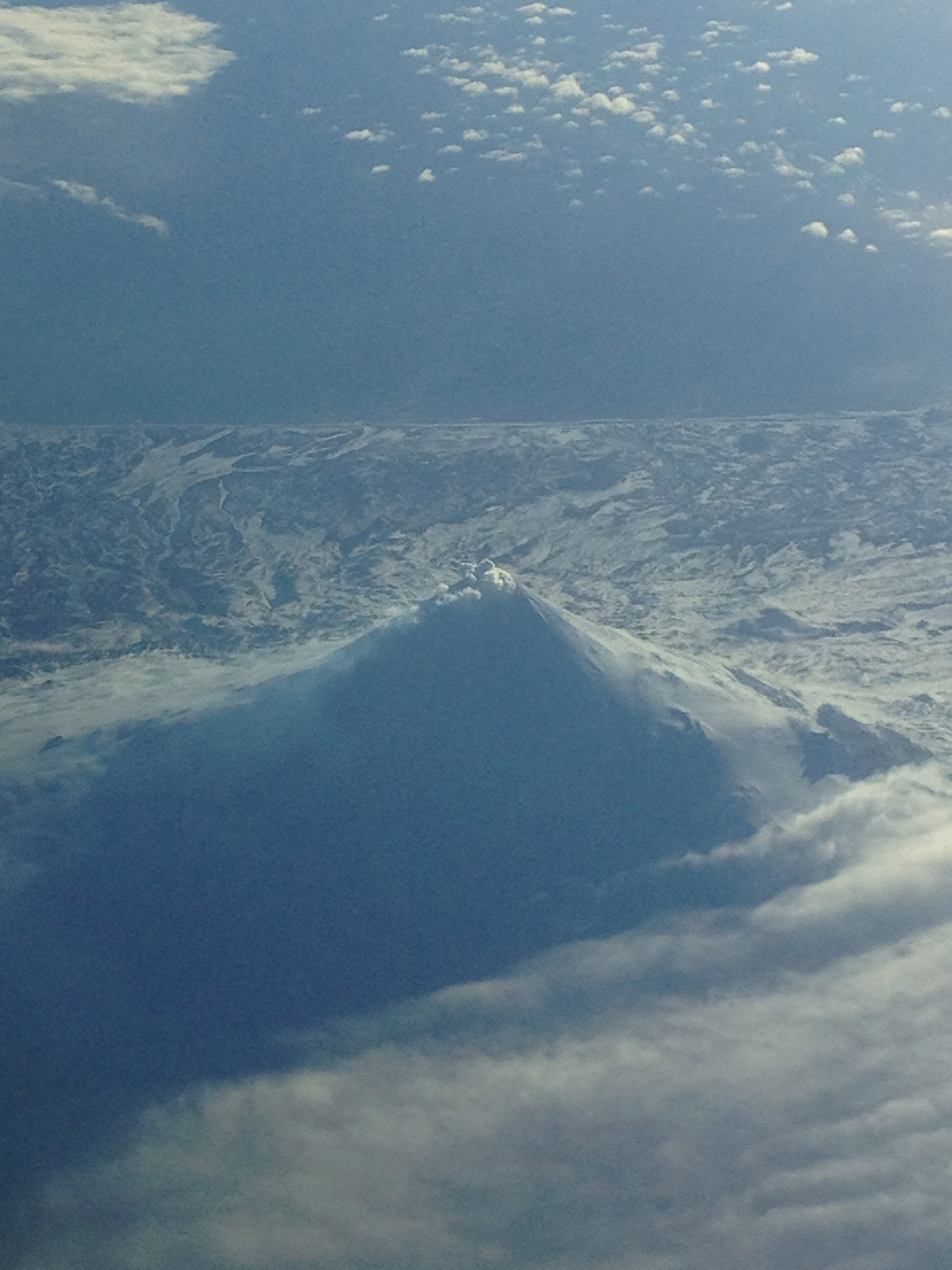
シシャルディン山を上空から望む。2013年11月24日撮影
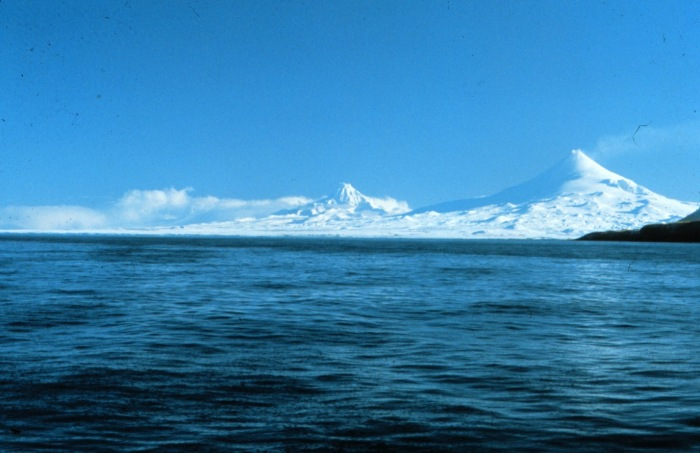
シシャルディン山とイザノットスキー山
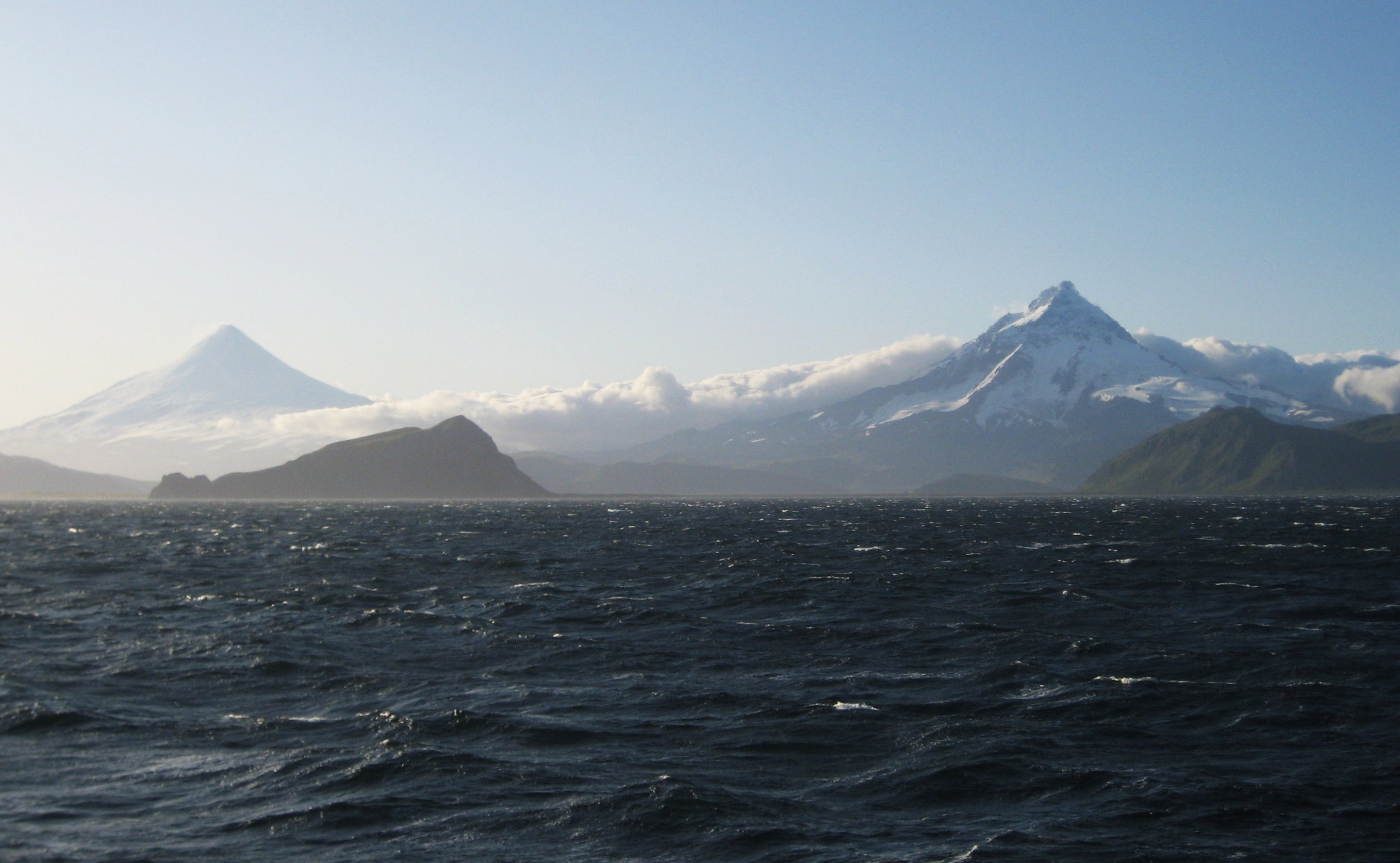
ウニマク島に位置するシシャルディン山（左）とイザノットスキー山
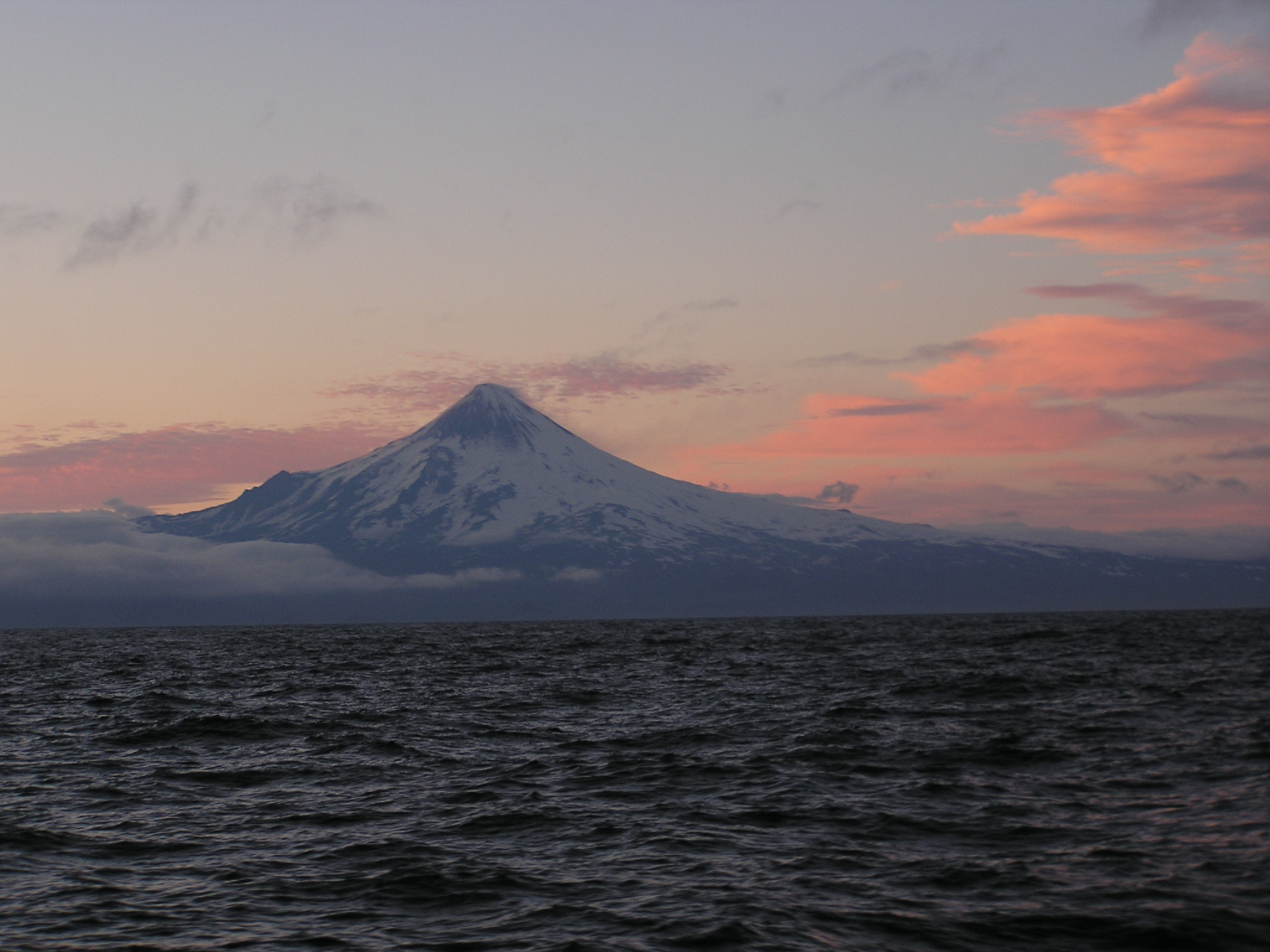
ウニマク島の西端から望むシシャルディン山